# Dunavecse vasútállomás
Dunavecse vasútállomás a MÁV vasútállomása a Bács-Kiskun vármegyei Dunavecse városban. Az állomást a MÁV 151-es számú Kunszentmiklós-Tass–Dunapataj-vasútvonala érinti. Közúti megközelítését az 513-as főútból kiágazó 52 313-es állomáshoz vezető út biztosítja.

## Vasútvonalak
Az állomást az alábbi vasútvonalak érintik:
- Kunszentmiklós-Tass–Dunapataj-vasútvonal

## Kapcsolódó állomások
A vasútállomáshoz az alábbi állomások vannak a legközelebb:
- Szalkszentmárton vasútállomás (Kunszentmiklós-Tass vasútállomás, Kunszentmiklós-Tass–Dunapataj-vasútvonal)
- Apostag vasútállomás (Dunapataj megállóhely, Kunszentmiklós-Tass–Dunapataj-vasútvonal)